# 梅郷駅

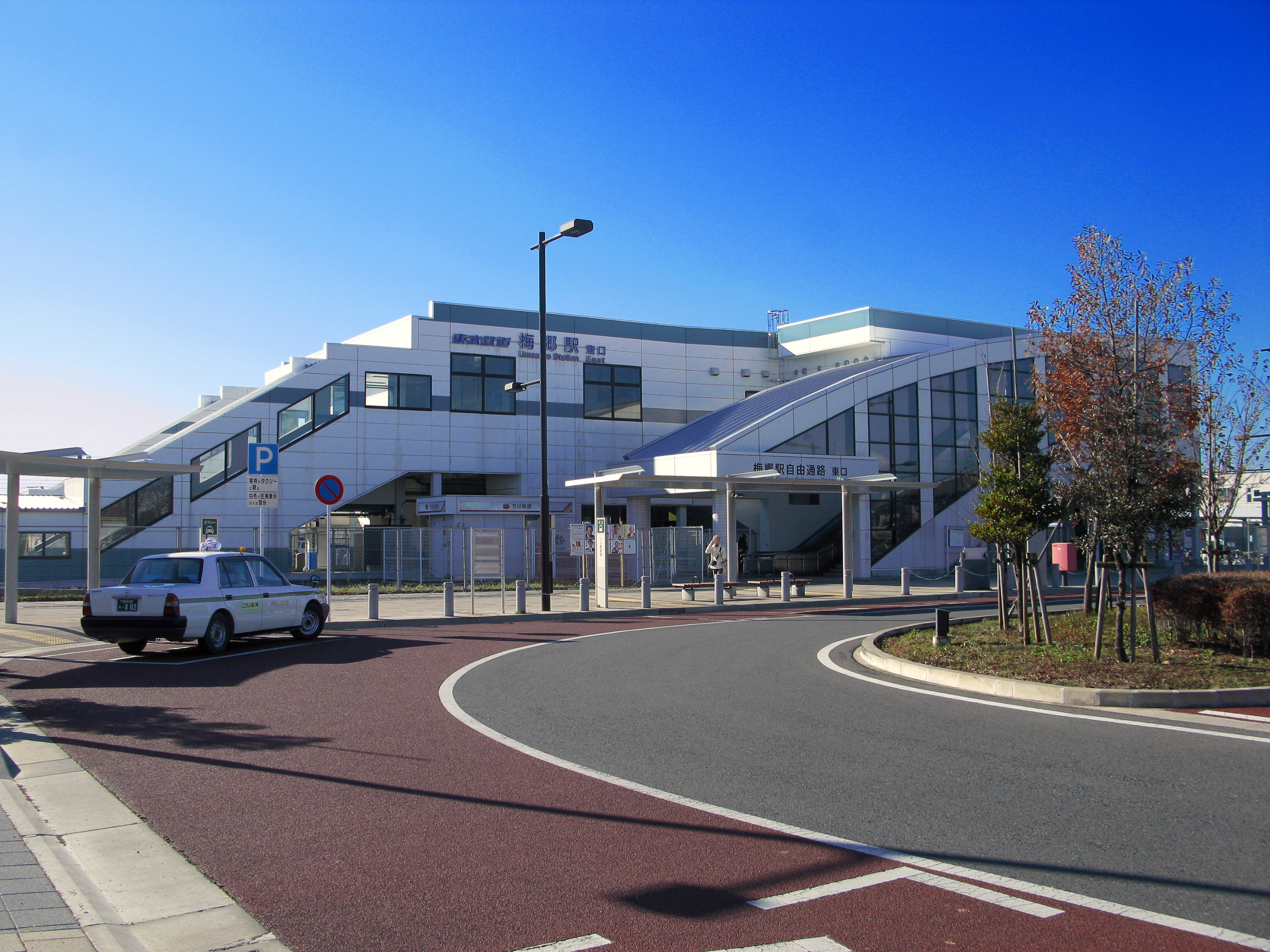
東口（2012年12月）

梅郷駅（うめさとえき）は、千葉県野田市山崎にある、東武鉄道野田線（東武アーバンパークライン）の駅である。駅番号はTD 18。

## 歴史

### 年表
- 1911年（明治44年）5月9日：千葉県営鉄道野田線野田町駅（現・野田市駅） - 柏駅間開通時に開設[1]。
- 1923年（大正12年）8月1日：千葉県営鉄道を北総鉄道へ譲渡[2][3]。
- 1929年（昭和4年）11月22日：北総鉄道が総武鉄道へ社名変更。
- 1944年（昭和19年）3月1日：陸上交通事業調整法に基づき、東武鉄道が総武鉄道を吸収合併、同社野田線の駅となる。
- 2007年（平成19年）5月31日：新駅舎使用開始。
- 2008年（平成20年）10月10日：東口駅前広場開設。
- 2011年（平成23年）4月：場内を野田市駅方へ約0.9 km延長。

### 駅名の由来
1889年（明治22年）に旧山崎村・堤根新田・花井新田・桜台村・今上村の5か村が合併したことから、「梅の五弁」をなぞり、「その花の香ばしく後に堅実に実を結ぶ」にちなんだ佳名とし、東葛飾郡梅郷村と命名され、1950年（昭和25年）に野田市の一部となった。駅が出来たのは1911年（明治44年）で、駅名は旧村名が生かされて命名されたとされる。

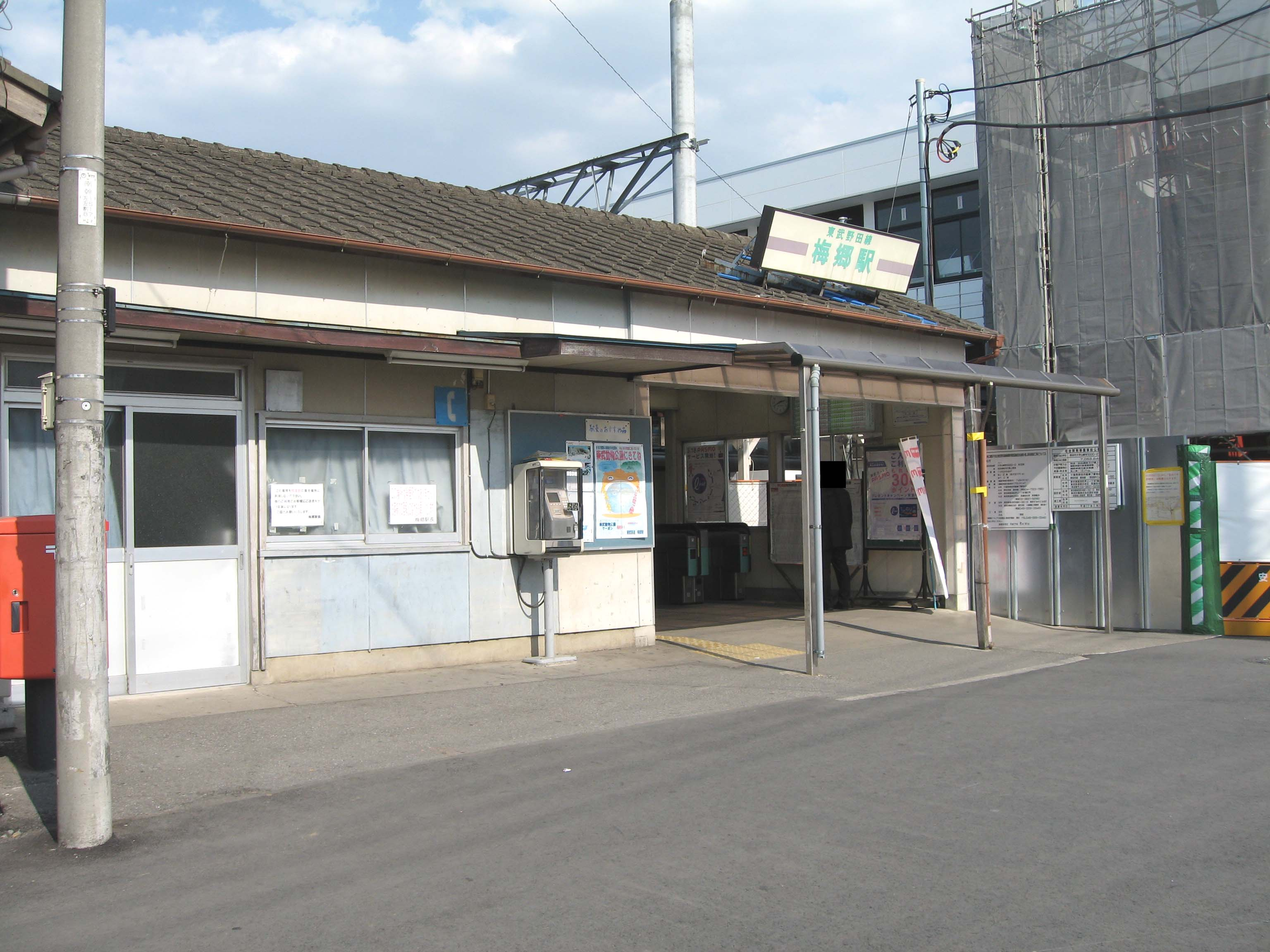
旧駅舎（2007年3月）
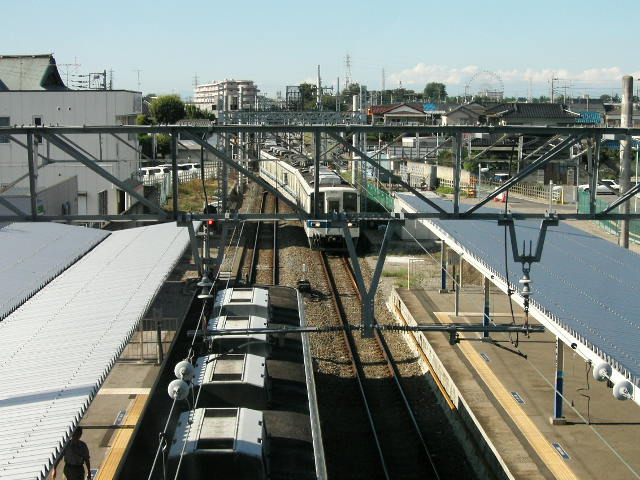
駅構内より野田市方面を望む※場内延長前（2010年10月）

## 駅構造
相対式ホーム2面2線を有する列車交換可能な地上駅。橋上駅舎を備え、東西各出口は自由通路で連絡している。コンコースと各出口・ホーム間をそれぞれ連絡するエスカレーター・エレベーターが設置されている。トイレは改札を入ってすぐ右側にあり、多目的トイレも設置されている。
2011年（平成23年）4月より、場内を野田市駅方へ約0.9 km延長した。上り列車の多くは下り列車の到着を待たずに発車し、この場内で交換するダイヤとなっている。南桜井駅も同様の配線へ改良され、交換が行われている。

### のりば
| 番線 | 路線                     | 方向 | 行先     |
| ---- | ------------------------ | ---- | -------- |
| 1    | 東武アーバンパークライン | 上り | 大宮方面 |
| 2    | 東武アーバンパークライン | 下り | 柏方面   |

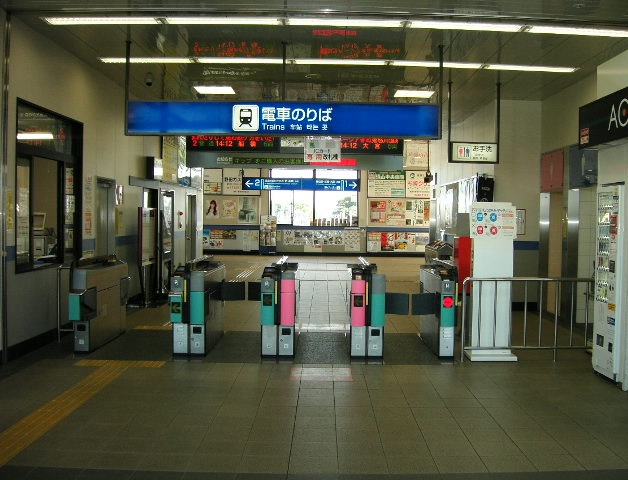
改札口（2010年10月）
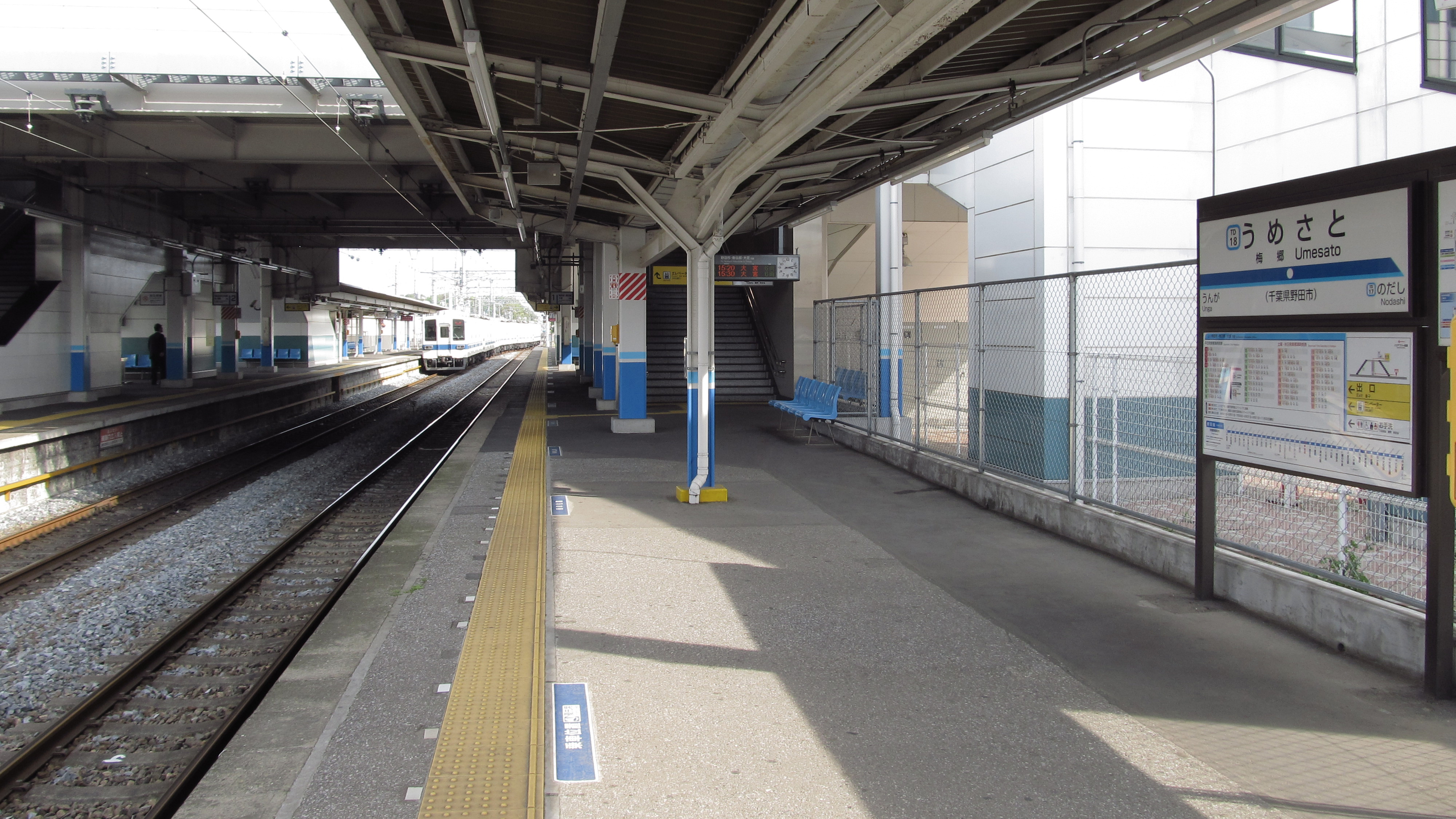
駅ホーム（2013年4月）

## 利用状況
2024年度（令和6年度）の1日平均乗降人員は15,374人である。
新興住宅地であるみずきの街、花井一丁目開発や山崎新田土地区画整理事業、堤根新田土地区画整理事業進捗もあり、流山おおたかの森駅開業後で利用者増加傾向が見られた。2009年度（平成21年度）以降は減少に転じたが、2012年度（平成24年度）以降は再度増加傾向にある。
近年の1日平均乗降・乗車人員の推移は以下の通り｡
| 年度               | 1日平均 乗降人員 | 1日平均 乗車人員 | 出典       |
| ------------------ | ---------------- | ---------------- | ---------- |
| 2001年（平成13年） | 16,031           | 8,040            |            |
| 2002年（平成14年） | 15,520           | 7,788            |            |
| 2003年（平成15年） | 15,279           | 7,657            |            |
| 2004年（平成16年） | 15,059           | 7,558            |            |
| 2005年（平成17年） | 15,170           | 7,632            |            |
| 2006年（平成18年） | 15,304           | 7,650            |            |
| 2007年（平成19年） | 15,733           | 7,892            |            |
| 2008年（平成20年） | 16,196           | 8,139            |            |
| 2009年（平成21年） | 16,091           | 8,080            |            |
| 2010年（平成22年） | 15,980           | 8,022            |            |
| 2011年（平成23年） | 15,960           | 8,016            |            |
| 2012年（平成24年） | 16,217           | 8,136            |            |
| 2013年（平成25年） | 16,567           | 8,323            |            |
| 2014年（平成26年） | 16,485           | 8,280            |            |
| 2015年（平成27年） | 16,689           | 8,381            |            |
| 2016年（平成28年） | 16,881           | 8,484            |            |
| 2017年（平成29年） | 17,269           | 8,685            |            |
| 2018年（平成30年） | 17,375           | 8,742            |            |
| 2019年（令和元年） | 17,015           |                  |            |
| 2020年（令和 2年） | 12,870           |                  |            |
| 2021年（令和 3年） | 13,554           | 6,794            | [ 東武 3 ] |
| 2022年（令和 4年） | 14,564           | 7,309            | [ 東武 4 ] |
| 2023年（令和05年） | 15,138           | 7,599            | [ 東武 5 ] |
| 2024年（令和06年） | 15,374           | 7,723            | [ 東武 1 ] |

## 駅周辺
駅前ロータリー化工事が完了し、両側共に路線バスが発着している。駅西側には千葉県道5号松戸野田線・流山街道、東側には国道16号が通る。

### 東口

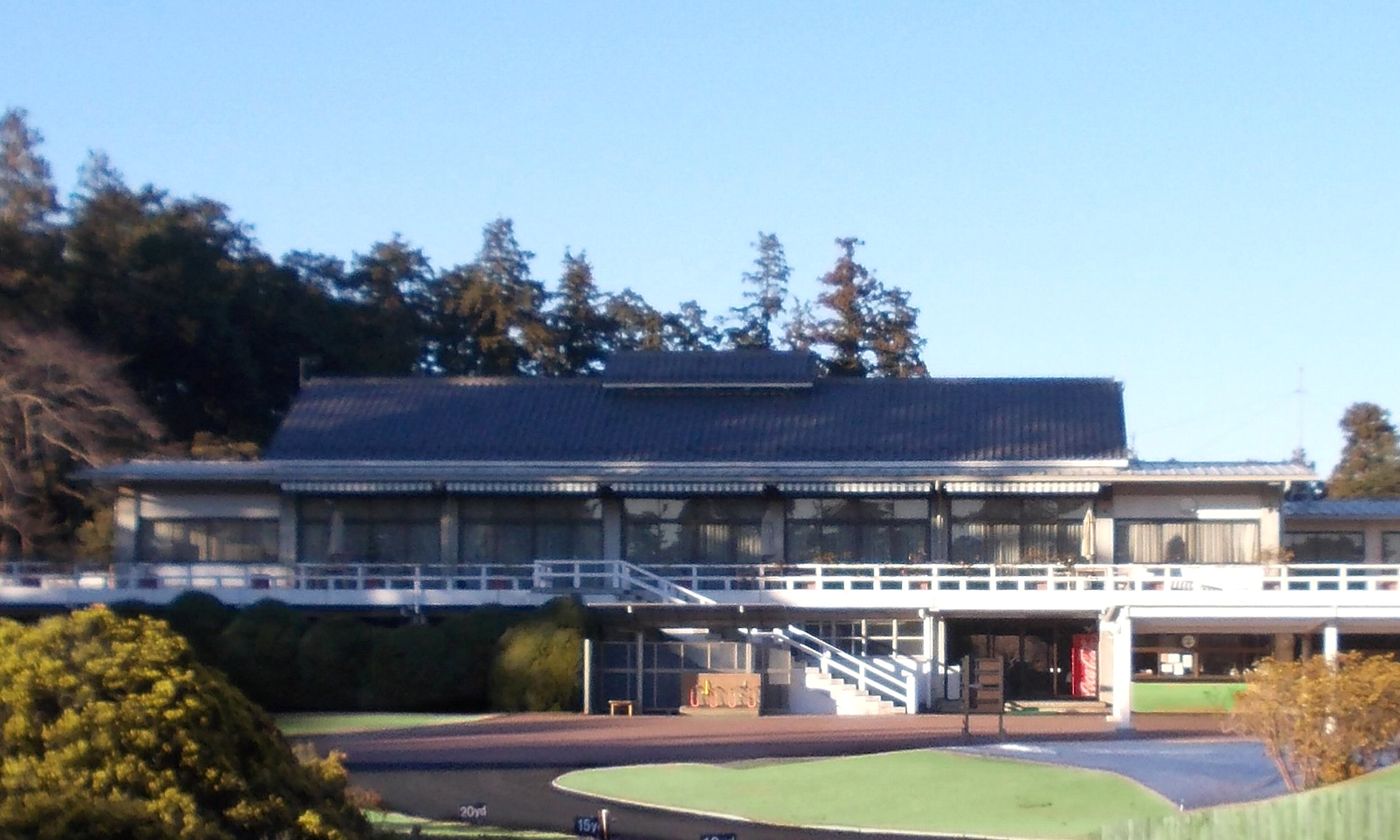
千葉カントリークラブ（梅郷コース）

- 野田警察署 梅郷駅前交番
- 野田市消防署 南分署
- 野田市南コミュニティセンター
  - 野田市役所南出張所
  - 野田市立南図書館
  - 野田市立南コミュニティ会館
- 野田市立山崎小学校
- 野田中央病院
- JAちば東葛 うめさと支店
- 南部工業団地
- 野田梅郷住宅
- 千葉カントリークラブ 梅郷コース

### 西口
- 野田市南部梅郷公民館

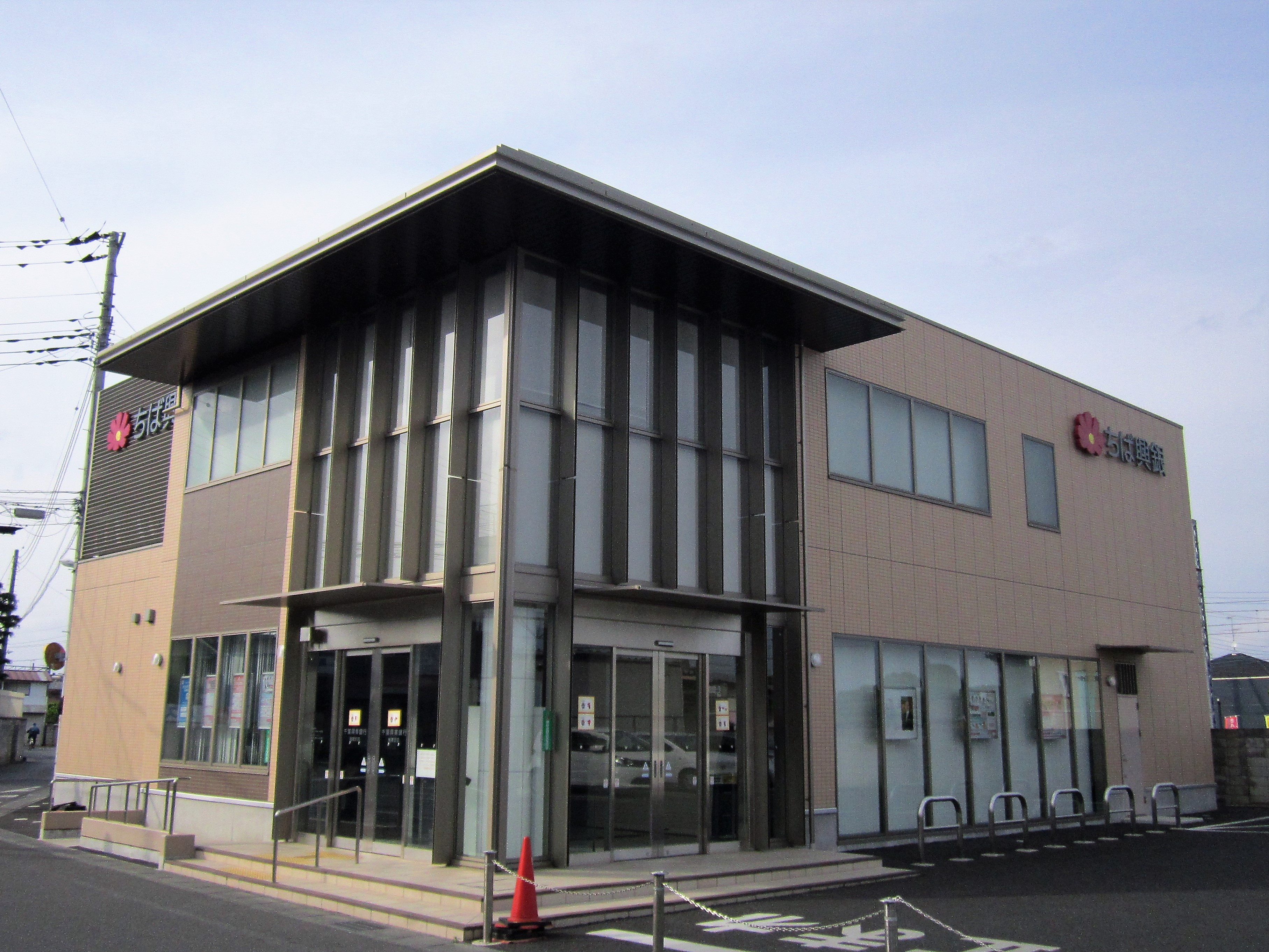
千葉興業銀行梅郷支店

- ハローワーク野田（松戸公共職業安定所 野田出張所）
- 野田市立南部中学校
- 野田市立南部小学校
- 梅郷メディカルモール
- 野田山崎郵便局
- 京葉銀行 梅郷支店
- 千葉興業銀行 梅郷支店
- 野田みずきショッピングセンター
  - いなげや 野田みずき店
  - パシオス 野田店
  - セリア 野田みずきショッピングセンター店
  - DCMホーマック 野田みずき店
  - ココス 野田みずきSC店
- おっ母さん食品館 梅郷駅前店
  - マツモトキヨシ 梅郷駅前店
- やまや 野田みずき店
  - ザ・ダイソー  やまや野田みずき店
- ビッグ・エー 野田山崎店
- マミーマート 野田山崎店
- ジェーソン 野田店
- 業務スーパー 野田店
- ジョイフーズ 野田山崎店
- わくわく広場 野田店
- くすりの福太郎 野田山崎店
  - ザ・ダイソー くすりの福太郎野田山崎店
- セキ薬品 梅郷店
- petit madoca 野田みずき店
- 西松屋 野田みずき店
- しまむら 梅郷店
- 梅郷駅西口公園
- 野天風呂 湯の郷

## バス路線
野田梅郷住宅方面一般路線バスと、野田市内を移動・循環するコミュニティバス（まめバス）が発着する。
| のりば                 | 系統                         | 行先                             | 運行会社                              | 備考 |
| ---------------------- | ---------------------------- | -------------------------------- | ------------------------------------- | ---- |
| 梅郷駅（東口）         | US11 梅郷駅 - 野田梅郷住宅線 | 野田梅郷住宅                     | 茨城急行自動車（松伏営業所）          |      |
| 梅郷駅（西口）         | 8 南ルート中根               | 野田市役所                       | まめバス（茨城急行自動車 松伏営業所） | 循環 |
| 梅郷駅（西口）         | 9 南ルート愛宕駅             | 野田市役所                       | まめバス（茨城急行自動車 松伏営業所） | 循環 |
| 梅郷駅（西口）         | 11 南ルート                  | 老人福祉センター                 | まめバス（茨城急行自動車 松伏営業所） | 循環 |
| 梅郷駅（西口）         | 12 新南ルート                | 老人福祉センター / 大利根温泉    | まめバス（茨城急行自動車 松伏営業所） |      |
| 梅郷駅（西口）         | 企業バス・スクールバス       | 野田自動車教習所                 |                                       |      |
| 梅郷駅（西口）         | 企業バス・スクールバス       | キッコーマン総合病院             |                                       |      |
| （流山街道）吉岡商店前 | 企業バス・スクールバス       | 小張総合病院・小張総合クリニック |                                       |      |

## 隣の駅
東武鉄道
 東武アーバンパークライン
■急行・■区間急行・■普通
野田市駅 (TD 17) - 梅郷駅 (TD 18) - 運河駅 (TD 19)